# 55 Пандора
55 Пандора (лат. 55 Pandora) је астероид главног астероидног појаса. Приближан пречник астероида је 66,70 km,
а средња удаљеност астероида од Сунца износи 2,759 астрономских јединица (АЈ).
Инклинација (нагиб) орбите у односу на раван еклиптике је 7,187 степени, а орбитални период износи 1674,714 дана (4,585 године). Ексцентрицитет орбите астероида износи 0,143.
Апсолутна магнитуда астероида износи 7,80 а геометријски албедо 0,301.
Астероид је откривен 10. септембра 1858. године.